# Pokład działowy

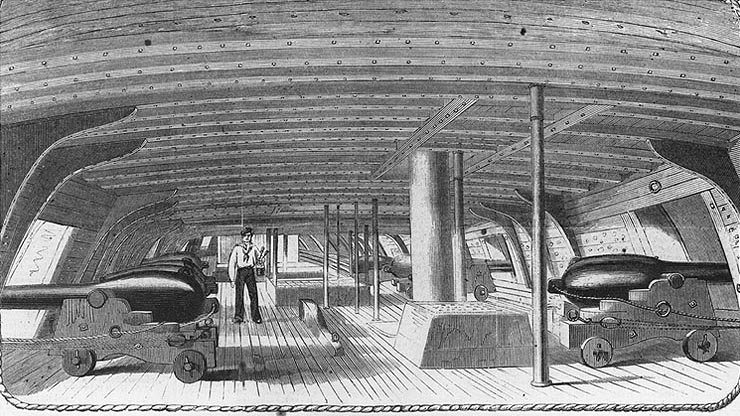
Rysunek przekrojowy pokładu działowego na amerykańskiej kanonierce pancernej USS "Galena" z 1862 (9-calowe działa Dahlgrena)

Pokład działowy, pokład bateryjny – element konstrukcji dawnych okrętów. Był to pokład, na którym umieszczone były działa, strzelające w kierunku na obie burty, tworzące baterię burtową. Na pokładzie tym ustawiano także działa strzelające w kierunku rufy. 
Pokłady działowe ciągnęły się zwykle przez większość długości okrętu, a poszczególne działa nie były oddzielone od siebie przegrodami. Większa część pokładu działowego zajęta była przez artylerię, często znajdował się na nim również kambuz i kabestan. Lufy dział wystawały na zewnątrz burt przez zamykane furty działowe (ambrazury). Pokład działowy był zakryty od góry pokładem górnym lub kolejnymi pokładami działowymi, pokłady te przy tym nie były wysokie. Na deskach pokładu działowego, pomiędzy działami spali artylerzyści, młodsi marynarze i żołnierze piechoty morskiej.
Wraz ze wzrostem wielkości okrętów, zwiększano liczbę dział i pokładów działowych. Już na większych galeonach (jak np. „Vasa”) stosowano dwa zakryte pokłady działowe. Na okrętach liniowych stosowano dwa, a następnie trzy pokłady działowe, a jeden pokład działowy na fregatach. Oprócz zakrytych pokładów działowych, lżejsze działa umieszczano ponadto na odkrytym pokładzie górnym i w nadbudówkach. 
Obok każdego działa stawiano z reguły kubeł ze zwiniętym lontem wolnotlącym, a przy furtach znajdowała się półka na kule armatnie. Pakunki z prochem oraz dodatkowa amunicja była transportowana przez odpowiedzialnych za to magazynierów ze składu amunicji i prochowni.
Pokłady działowe w takim rozumieniu zanikły wraz z zaprzestaniem umieszczania artylerii w bateriach burtowych. Chociaż od połowy XIX wieku do początku XX wieku nadal w konstrukcji okrętów można było wyodrębnić pokłady, na których zgrupowane były działa w kazamatach, lecz pokłady te miały też inne funkcje, były dzielone przedziałami i działa nie zajmowały  większości ich długości i szerokości.